# Aeolosoma variegatum
Aeolosoma variegatum är en ringmaskart som beskrevs av Vejdovsky 1885. Aeolosoma variegatum ingår i släktet Aeolosoma, och familjen Aeolosomatidae. Arten är reproducerande i Sverige.